# Ткач, Роман Владимирович
Роман Владимирович Ткач (укр. Роман Володимирович Ткач; род. 22 мая 1962, Ямница, Станиславская область) — украинский политик. Народный депутат Украины. Подполковник запаса. Беспартийный.

## Образование
С 1980 по 1985 год учился на механическом факультете Ивано-Франковского института нефти и газа по специальности инженер-механик.

## Карьера
- Август 1985 — февраль 1986 — мастер цеха, февраль — март 1986 — инженер-технолог, март 1986 — май 1987 — начальник техбюро цеха на заводе «Автоливмаш».
- Май 1987 — март 1990 — инженер-технолог на заводе «Карпатпрессмаш».
- Март 1990 — май 1992 — председатель исполкома Ямницкого сельсовета.
- Май 1992 — июнь 1994 — председатель совета, июнь 1994 — июль 1995 — председатель совета и исполкома Тысменицкого райсовета.
- Июль 1995 — апрель 2002 — председатель Тысменицкой райгосадминистрации[1][2].
- С 4 февраля 2005 по 22 октября 2007 года — председатель Ивано-Франковской областной государственной администрации[3][4].

Депутат Ивано-Франковского областного совета (1994—2002, 2006—2007).
Член Совета национальной безопасности и обороны Украины (25 мая — 24 октября 2007).
Бывший член НРУ (1989—2008), председатель Ивано-Франковской краевой организации и член Центрального провода.
На очередных выборах в Верховную Раду Украины в 2012 году включен в партийный список ВО «Батькивщина».
На внеочередных выборах в Верховную Раду Украины в октябре 2014 года включен в партийный список «Блок Петра Порошенко».
Увлечения: книги.

## Семья
Украинец. Отец Владимир Михайлович (1928—1983). Мать Ярослава Васильевна (1933) — пенсионер. Жена Оксана Николаевна (1964) — инженер-механик. Сын Владимир (1987), дочь Ирина (1992).

## Парламентская деятельность
Май 1998 — кандидат в народные депутаты Украины от НРУ, № 93 в списке. На время выборов: председатель Тысменицкой райгосадминистрации Ивано-Франковской области, член НРУ.
Народный депутат Украины 4-го созыва с 14 мая 2002 по 7 июля 2005 года по избирательному округу № 88 Ивано-Франковской области, выдвинут Блоком Виктора Ющенко «Наша Украина». «За» 45,85 %, 15 соперников. На время выборов: глава Тысменицкой райгосадминистрации, член НРУ. Член фракции «Наша Украина» (с мая 2002). Член Комитета по вопросам аграрной политики и земельных отношений (с июня 2002). Сложил депутатские полномочия 7 июля 2005 года.
Народный депутат Украины 6-го созыва с 23 ноября 2007 по 12 декабря 2012 года от Блока «Наша Украина — Народная самооборона». На время выборов: председатель Ивано-Франковской областной государственной администрации, член НРУ. Член фракции Блока «Наша Украина — Народная самооборона» (с ноября 2007). Секретарь Комитета по вопросам аграрной политики и земельных отношений (с декабря 2007). Автор и соавтор ряда закопроектов по земельной реформе и развитию села. Соавтор Закона Украины «О Государственном земельном кадастре».

## Награды, государственные ранги
- Государственный служащий 1-го ранга (с сентября 2005)[5].
- Отличие Президента Украины — юбилейная медаль «25 лет независимости Украины» (2016).[6]